# Spilichneumon taos
Spilichneumon taos är en stekelart som först beskrevs av Cresson 1877.  Spilichneumon taos ingår i släktet Spilichneumon och familjen brokparasitsteklar. Inga underarter finns listade i Catalogue of Life.